# Loughborough
Loughborough er en købstad i Charnwood Borough i Leicestershire, England. Det er adnministrationscenter for Charnwood Borough Council. I 2021 havde byen et indbyggertal på 64.884.
Det er den næststørste by i countiet efter Leicester. Loughborough ligger tæt på grænsen til Nottinghamshire og det ligger nogenlunde midt imellem Leicester, Nottingham, Derby og East Midlands Airport. Loughborough har verden største klokke-støberi, John Taylor Bellfounders, der har produceret Great Paul i St Paul's Cathedral; samt klokkerne i Carillon War Memorial, der er et vartegn i byens Queens Park.
Blandt byens attraktioner er Charnwood Museum og Loughborough Town Hall fra 1855, der er tegnet af William Slater.